# Androphages

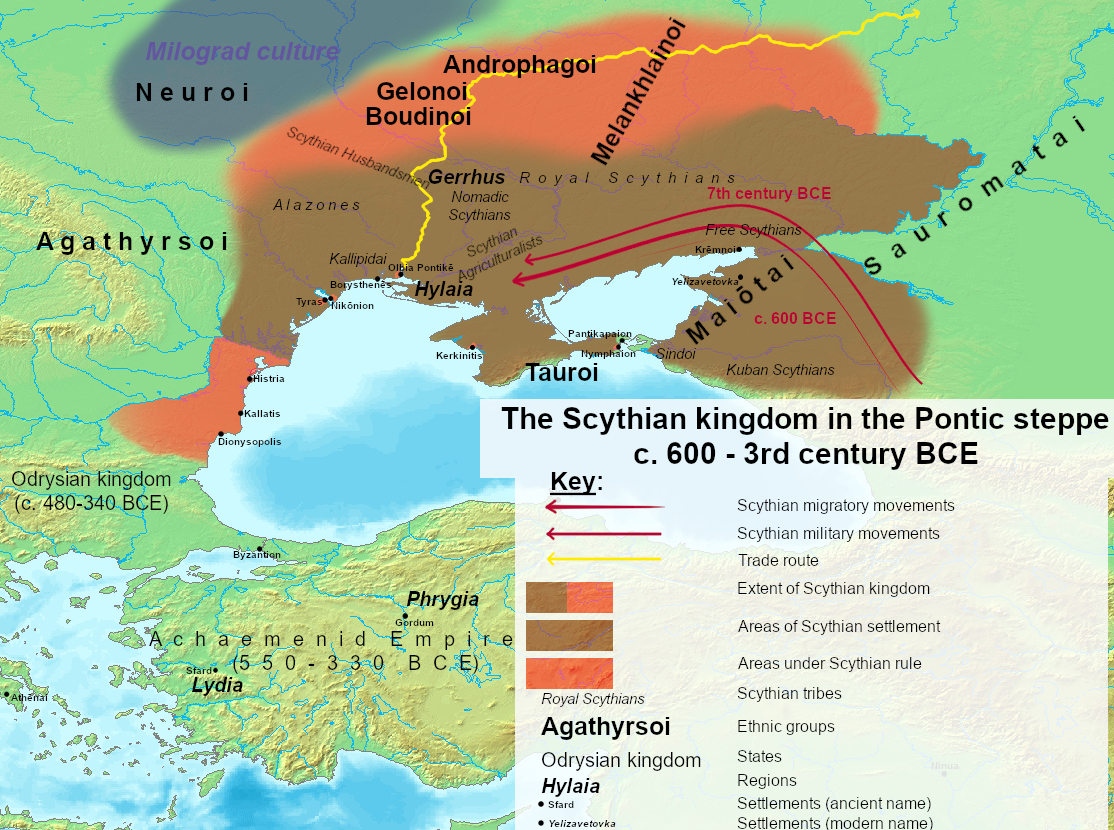
Carte du royaume des Scythes. Le territoire controlée par les Androphages est indiqué dans la zone orange: terriotoire sous contrôle Scythe.

Les Androphages (en grec ancien. Ἀνδροφάγοι) étaient un ancien peuple nomade de l'Europe de l'Est. En grec, leur nom signifie « mangeurs d'hommes ». Selon Hérodote, ils vivaient dans le cours supérieur du Dniepr et du Don, au nord des Scythes Hérodote, Histoire, Livre IV, à l'est des Neuri. Même si on disait d’eux qu'ils étaient extrêmement attardés dans leur développement, pratiquant le nomadisme et même le cannibalisme, Hérodote nous parle de rois des Androphages auxquels les Scythes s'étaient adressés pour les aider dans leur lutte contre les Perses. Par ailleurs, dans ses Histoires, Hérodote les situe entre les Neuri et les Melanchlaeni (en).
L'archéologie permet d'établir une comparaison avec la culture du Dniepr et de la Dvina (de),,, peut-être en raison de leurs ancêtres latgaliens ; il existe une interprétation qui compare les tribus androphages à la culture de Gorodets,, mais les interprétations ne concordent pas sur les relations des Androphages avec des groupes ethniques plus tardifs sur ce territoire. Au début du XXe siècle l'érudit tchèque Wilhelm Tomaschek a proposé une transcription du nom « Androphages » dans ses cours à l'Université de Vienne, il suppose que c'est la traduction grecque du nom iranien des Mordves : mardkha-var (à partir de racines mard - « personne humaine » et khvar « dévorer »). L'archéologue tchèque Lubor Niederle leur donnait une origine finlandaise.